# Cot Goh Dua
Cot Goh Dua är ett berg i Indonesien.   Det ligger i provinsen Aceh, i den västra delen av landet, 1 800 km nordväst om huvudstaden Jakarta. Toppen på Cot Goh Dua är 514 meter över havet.
Terrängen runt Cot Goh Dua är varierad.Runt Cot Goh Dua är det tätbefolkat, med 276 invånare per kvadratkilometer. Omgivningarna runt Cot Goh Dua är en mosaik av jordbruksmark och naturlig växtlighet.